# Ochropleura clarivena
Ochropleura clarivena là một loài bướm đêm trong họ Noctuidae.